# Nichole Lindow
Nichole Lynn Lindow (Boulder, 6 agosto 1992) è una pallavolista statunitense.
Gioca nel ruolo di centrale nel Männerturnverein Stuttgart 1843.

## Carriera
La carriera di Nichole Lindow inizia a livello giovanile nella formazione del Front Range. Gioca anche a livello scolastico, quando entra a far parte della squadra del suo liceo, la Centaurus High School. Terminate le scuole superiori, gioca a livello universitario, partecipando alla Division I NCAA dal 2010 al 2013 con la University of Colorado Boulder.
Nella stagione 2014-15 inizia la carriera professionistica nella 1. Bundesliga tedesca, ingaggiata dal Männerturnverein Stuttgart 1843 col quale vince la Coppa di Germania e raggiunge le finali scudetto.

## Palmarès

### Club
- Coppa di Germania: 1

2014-15